# Cantone di Saint-Gervais-les-Bains
Il Cantone di Saint-Gervais-les-Bains era un cantone francese dell'arrondissement di Bonneville.
A seguito della riforma approvata con decreto del 13 febbraio 2014, che ha avuto attuazione dopo le elezioni dipartimentali del 2015, è stato soppresso.

## Composizione
Comprendeva i comuni di:
- Les Contamines-Montjoie
- Passy
- Saint-Gervais-les-Bains